# Aleppói offenzíva (2016. június–július)
A 2016. június–júliusi aleppói offenzíva egy olyan katonai beavatkozásra utal, melyet a Szír Hadsereg indított 2016. június végén Aleppó északi részén. Az offenzíva célja az volt, hogy elvágják a felkelők utolsó utánpótlási útvonalát is, mely Aleppó városába vezetett.

## Az offenzíva

### A Hadsereg északi előretörése és a Mallah farmok elfoglalása

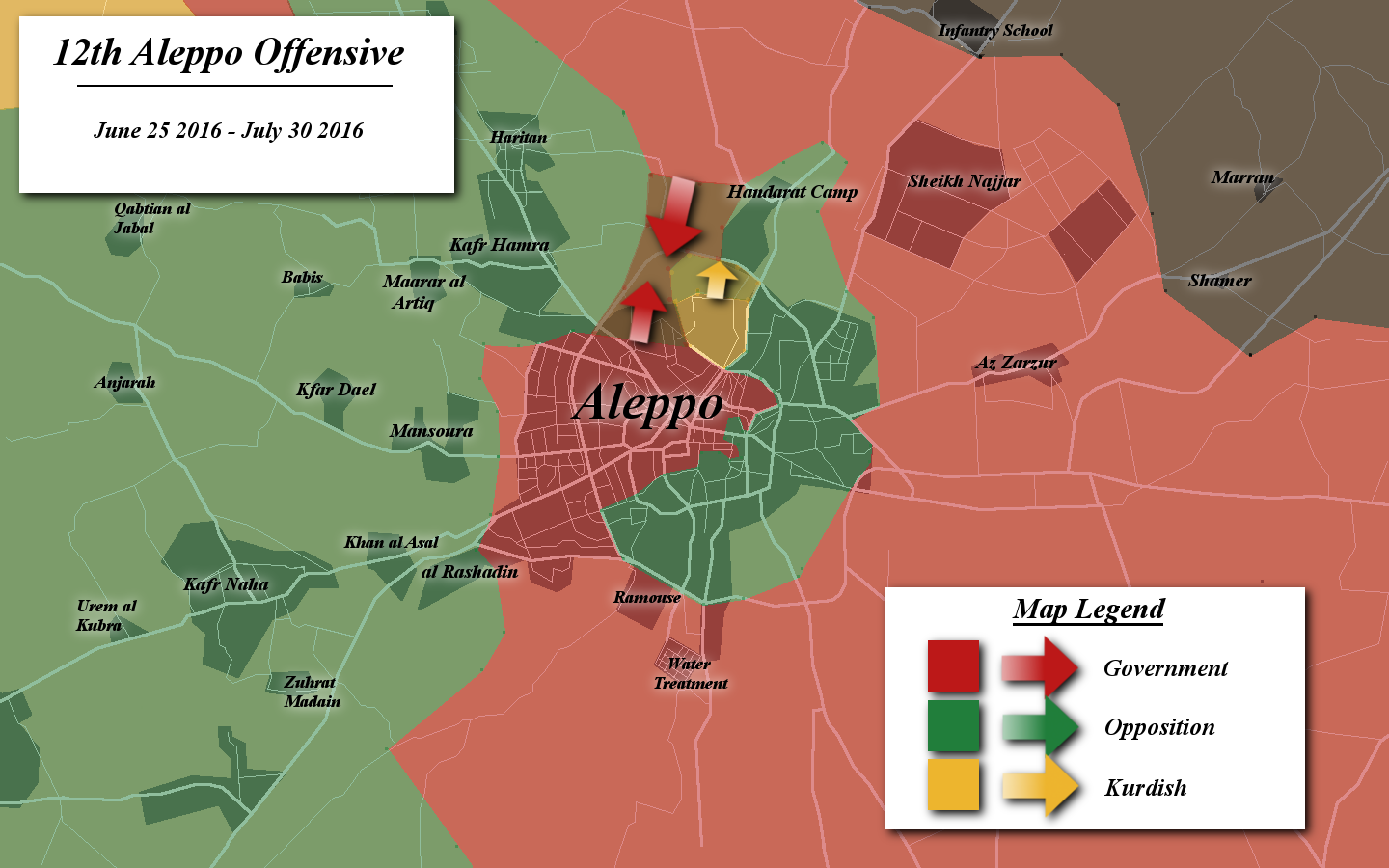
Az offenzíva térképe

A június 25-i offenzívét heves orosz légi támadások előzték meg, Mielőtt megindították volna a szárazföldi offenzívát, heves bombázásokra került sor. A kormánypárti al-Watan újság arról számolt be, a felhasznált lőszerek erőssége „precedens nélküli” volt, a helyi újságok pedig „III. világháborúnak” nevezték az eseményeket. Összességében gránátokat, nehéztüzérséget, rakétakilövőket, légi támadást és tankokat vetettek be. A Hadsereg sikeresen szerzett területeket a város északnyugati észén valamint északon, a Mallah farmok környékén, mely közel fekszik a felkelők utolsó összekötő útvonalához tartozó Castello úthoz. Végül a Hadsereg több állást is elfoglalt Aleppo északnyugati al-Zahra és al-Khalidiyah kerületeiben. Másnap reggelre egy öt órás időszakot követően Oroszország Légiereje 60 légitámadást hajtott végre a felkelők állásai ellen.
Június 26-án a Hadsereg előretört a Mallah farmoknál, melyek felét június 28-ra el is foglalt. A megszerzettek között volt Al-Asamat és Arab Salum része is. Ennek köszönhetően a Hadsereg számára lőtávolságon belülre került a Castello út. A kormány csapatainak előretörésével párhuzamosan Oroszország Légiereje továbbra is folytatta a légi támadásait. Csak június 27-én reggel 30 alkalommal dobtak le bombákat Handarat-hegységben és az Andan-alföldön. Mindezek ellenére a hadsereg napnyugtáig nem tudott újabb területeket megszerezni mindannak ellenére, hogy az előző napokban olyan jelentések érkeztek, melyek szerint Malaah nyugati és északi részén lévő farmokat napokig ostrom alatt tartották. On 28 June, the military advanced in al-Khalidiyah towards the industrial zone of al-Layramoun and Bani Zeid.
Június 29-én a felkelők egyik kezdetleges ellentámadási kísérletét Mallah mellett visszaverték. A felkelők még aznap két öngyilkos merénylő bevetésével arra kényszerítették a hadsereget, hogy kivonuljon a Mallah körül megszerzett területekről. Kezdetben arról szóltak a hírek, hogy a kormány azért vonult ki, hogy átszervezze a seregeket, s egy újabb bevetést fognak indítani. Később azt mondták, ez egy taktikai visszavonulás volt, melynek az volt a célja, hogy az ellenség seregeit csapdába csalják, és így maximalizálják az áldozatok számát. Ezután, június 30-án a hadsereg az összes olyan pozíciót visszaszerezte, melyet korábban elveszített.
Július 2-án és 3-án a Hadsereg újabb területeket szerzett meg Mallah déli farmjainál, és már csak 2 kilométer választotta el őket attól, hogy elvágják a Castello úton az összeköttetést. Július 3-án egy orosz rakéta a jelentések szerint megsemmisítette a felkelők egyik TOW-raktárát Aleppó nyugati részén. Aznap a hadsereg elfoglalta a Shbeib gyárat és körülötte több háztömböt Aleppó al-Layramoun kerületében. Másnap a felkelők egy olyan ellentámadását verték vissza, mely során egy öngyilkos merénylőt is bevetettek. Ugyanakkor a Hadsereg Mallah déli részén több helyet is megszerzett, így a farmterület 65–75%-a az ő ellenőrzésük alá került. A felkelők újabb mallahi ellentámadását szintén visszaverték.
Július 7-én rögtön éjfél után heves légi támadásokkal kísérve a kormánypárti erők elfoglalták Mallah déli részét, és már kevesebb mint egy kilométer választotta el őket a Castello úttól. Megszerezték a mecsetegyüttest és egy, az útra néző hegyet. Így megkezdhették a terület tüzérségi támadását. Ezzel lényegében elvágták az utolsó utánpótlási útvonalat is, melyen keresztül a felkelők ellátmányhoz juthattak. A felkelők abban a reményben küldtek oda ezután erősítést, hogy sikerül visszafoglalniuk a területet. Mindazonáltal a hegy visszaszerzéséért indított támadásukat eghiusították.
Július 8-án a Kurd Népvédelmi Egységek saját maguk indítottak egy támadást Aleppó kurdok kezén lévő északi részéből a Castello út mellett álló, a felkelők kezén lévő Fiatalok Lakókomplexuma ellen. Eközben a Hadsereg tovább nyomult Mallah területén, és már csak 250 méter választotta el a Castello úttól. Mshol Aleppó városában a felkelők a kormány kezén lévő épületeket lőttek, ahol 23-24 polgári lakos életét vesztette, további 140-200 pedig megsebesült.

### A felkelők ellentámadását visszaverik, dél-aleppói előretörés
Július 9-én a felkelők ellentámadást indítottak a Castello út menti, kormánykézen lévő állások ellen. Az akciót két öngyilkos merénylő vezette. Kezdetben a felkelők a Castello út mentén pár épületet visszafoglaltak, de később újra elvesztették ezeket. A hadsereg ugyanis sikeresen visszaverte a támadást. A támadás közben a felkelőknek a hadsereg által telepített aknákkal is szembe kellett nézniük. Eközben a hadsereg al-Layramoun és al-Khalidiyah kerületekben is újabb területekre tett szert. Az éjszaka folyamán heves orosz légitűz érte a Mallah farmokhoz vezető út mentén, ahol a felkelők azért gyűltek össze, hogy másodszor is támadást indítsanak a Castello út megnyitásáért. Bevetettek egy harmadik öngyilkos merénylőt is, aki szintén autóban robbantotta fel magát. Másnapra Mallah mellett megállították a felkelők ellentámadását. A meghiúsult ellentámadásban 29-75 felkelőt megöltek, köztük állítólag hét parancsnokot is.
A hírek szerint július 10-én korán a kormány csapatai előre törtek Bani Zeidben. Ezen felül a felkelők azt híresztelték, hogy megölték Haj Sameer Ali Awadat, a Hezbollah legjelentősebb szíriai vezetőjét, miközben az Észak-Aleppó környéki területekért folytak az összecsapások. A Hezbollah tagadta ezt, és fenntartotta, hogy vezetőjük betegségben, egy libanoni kórházban halt meg.
Miután sikertelenül próbálkoztak a Castello út felszabadításával, összetűzés alakult ki a Hódító Hadsereg és a Fatah Halab között Aleppó körül. A Jaysh al-Fateh állítólag teljesen abba akarta hagyni a harcokat Mallah környékén, és megpróbálták beszervezni a Fatah Halab tagjait, de Aleppón belül – ha egyáltalán valaki – de nagyon kevesen akarták elfogadni az idlibiek irányítását. Így a Jaysh al-Fateh egyre nyugtalanabb lett, mivel szerintük egy vesztes csata kedvéért veszítenek embereket, lőszert és egyéb anyagokat. A Jaysh al-Fateh Mallah helyett Aleppótól délre indított volna támadást, és ehhez meg is voltak a komolyan vezető stratégiái, de a Fatah Halab állítólag nem egyezett volna ebbe bele.
Július 11-én a felkelők megpróbálták csökkenteni a Mallah melletti frontra nehezedő nyomást, mikor megtámadták Aleppó központját. A támadás elején egy csatornabombát robbantottak, mely 19 katonával végzett. Miután a bomba alagutat vágott, azon keresztül 7 felkelő a Hadsereg védelmi vonalai mögé jutott, egy másik alagútban pedig öngyilkos merényletet hajtottak végre, hogy így növeljék a halálos áldozatok számát és a kialakuló fejetlenség mértékét. Kezdetben 10 épületet elfoglaltak, de a támadásukat visszaverték, az elveszített területeket pedig visszafoglalták. Eközben a kormány seregei még inkább megközelítették az al-Layramoun körforgalmat, mikor elfoglalták a Sadkop Gázgyárat. Jelentések szerint a kormánypárti palesztin seregek is több területet elfoglaltak a Handarat tábor környékén.
Július 12-én a felkelők a seregek megosztásának céljából támadást indítottak Aleppó északnyugati részén, az Al-Breij fronton, majd ezt követően folytatták a fő támadásukat Mallah ellen. Kezdetben sikerült némi területet szerezniük, többek között elfoglaltak egy stratégiai fontosságú hegyet. However, they were once again pushed back by heavy artillery fire and air-strikes by the next day. Eközben a hadsereg Bani Zeid körzetben tett szert jelentősebb területekre.
A Castello út elleni második sikertelen felkelői ellentámadás után az Ahrar al-Sham csoport – mely maga nem vett részt az offenzívában – azzal vádolta az ebben részt vevő szervezeteket, hogy ez egy „katonai öngyilkosság. Csak veszteséget hozott, és összedöntötte a morált." Az Ahrar al-Shamot a többi felkelő csoport kritizálta, mert nem vett részt a harcokban.
Július 13-án estére a hadsereg megszilárdította a teljes al-Khalidiyah kerület és al-Layramoun ipari terület nagy részének biztonságát, miután al-Khalidiyahban elfoglalta a felkelők kezén lévő utolsó épületeket is, al-Layramounban pedig az övéké lett a gázgyár, a piac és az üveggyár. A Hadsereg három nappal később al-Layramoun kerületben újabb területet szerzett meg, melyben nagy szerepe volt az orosz légi támadásoknak is. Eközben a felkelők Bani Zeid néhány állását szerezték meg.

### A Hadsereg elvágja a Catekllo utat, és elfoglalja al-Layramoun valamint Bani Zeid kerületeket
Július 17-én a Hadsereg és a Hezbollah elérte a Castello utat, egyes részeit elfoglalták, a Castello-hegy bevétele után pedig teljesen átvették felette az ellenőrzést. Ezzel az előretöréssel teljesen bekerítették Aleppó felkelők kezén lévő részét. Az al-Layramoun körforgalom ugyanakkor tüzérségi lőtávolságon belülre került. Ezt követően a kormány csapatai homokzsákokkal torlaszolták el az utat. Eközben a hadsereg tovább haladt Bani Zeid és al-Layramoun területein, és a legtöbb gyárat megszerezték. A nap további részében a felkelők egy ellentámadásban sikeresen visszafoglalták a Castello út egyes részeit, de maga az út még mindig használhatatlan volt. Az egyik vezetőjük azt mondta, nincsenek olyan alagútjaik vagy stratégiai készletük, mellyel biztosítani tudnák a bekerített 300.00 ember élelmezését. Július 18-ra visszaverték a felkelők ellentámadását a Castello útnál.
Július 19-én a kormány megkezdte a Handarat tábor bevételét, és körülötte folytak a harcok. A hadsereg sikeresen szerzett meg területeket a környéken. Aznap az al-Zenki harcosai olyan felvételt készítettek magukról, melyen látszik, hogy lefejeznek egy 10–13 év körüli palesztin gyermeket, Abdallah Issát. Azt állították a szervezet tagjai, hogy a gyermek a Liwa al-Quds kötelékeiben Aleppóban a kormány pártján harcolt. A Liwa al-Quds ezt visszautasította, és azt írta, a gyerek egy palesztin menekült volt. A kivégzésre Aleppótól északra, egy Hadaratban egy Ein El Tal nevű, nem-hivatalos palesztin menekülttáborban került sor. Miuájn a videó nyilvánosságra került, az USA Külügyminisztériuma kijelentette, hogy amennyiben bebizonyosodik, hogy a képen látható cselekmény genocídium, az ország leállítja a Harakat Nour al-Din al-Zenki részére küldendő katonai segélyeket.
Július 20-án a felkelők egy újabb ellentámadását verték vissza a Castello útnál. Három nappal később a Hadsereg elfoglalta a Textilgyárat és több környező épületet, így még inkább kiterjesztette az al-Layramoun ipari területen az ellenőrzése alatt álló térség méretét. Aznap az egyik, kormányzati erők által használt épület közelében felrobbant egy csatornabomba, s megölt 38 kormánypárti harcost. A felelősséget a Thuwwar al-Sham vállalta magára.
Július 25-én a kormány jelentős területeket szerzett al-Layramoun kerületben, mikor át akarták törni a Fatah Halab fő védelmi vonalát a környéken. A nap folyamán 12 ipari épület és 2 malom felett vették át az ellenőrzést. A harcok alatt megölték Khattab Abou Ahmadot, a lázadó Abu Omara ezred vezetőjét. Eközben lemondott a 16. Osztag vezetése, mert az al-Layramoun mellett folyó harcokban a csoport nagy vereséget szenvedett el. Az al-Masdar News szerint ez a 16. ezred összeomlásának a jele. Az este későbbi részében, miközben a Szíriai Hadsereg egyre inkább előre tört al-Layramounban, a Tigris Erők két helyszínt elfoglalt a Castelllo Komplexusban, így megfélemlítette a Bani Zeid és al-Layramoun környékén még megmaradt felkelőket.
Július 26-án heves harcok árán a kormány elfoglalta al-Layramoun Körzetben a felkelők utolsó erődítményét, a Buszállomást is. Az Al-Castillo Vidámpark bevétele, valamint Bani Zeidre néző lőállások kiépítése után Aleppó Város összes felkelői gócpontja lényegében be lett kerítve. Ugyanakkor a Tigris Erők megkezdték a Fatah Halab ellenőrzése alatt álló utolsó farmok megtisztítását is Aleppótól északnyugatra, Haritan közelében. A harcok mellett igen intenzív légi támadással is meg kellett küzdenie az ellenzéki erőknek, melynek következtében meghalt az Abu Amara Dandárok parancsnoka, Yassin Najjar.
Július 27-én a felkelők megtámadták Aleppó kurd részét, bár ezt a próbálkozást sikeresen visszaverték. Ezután a kurdok törtek előre a felkelők kezén lévő közeli Bani Zeid Fiatalok Lakóövezete kerületben, és a teljes építményt elfoglalták. Aznap később a Hadsereg vezetői azt nyilatkozták, elvágták az összes utánpótlási útvonalat, melyeken keresztül az Aleppóban lévő felkelők akármilyen ellátást is kaptak.
Július 28-án a Hadsereg elfoglalta a Bani Zeid kerületet, valamint Ashrafiyah kerület felkelők birtokolta részeit. A nagy veszteségek elkerülése végett a lázadók még azelőtt elhagyták Bani Zeidet, mielőtt a Hadsereg a legnagyobb támadásába belefogott volna. A katonaság tovább nyomult a Dahret Abdrubbah terület irányába. A következő este a Szír Hadsereg ls a Liwa al-Quds megtámadta a Handrat Menekülttábor keleti szektorában a Shaher kerületet, több épületet elfoglaltak, és sok al-Zenki-harcost megöltek, többek között egy parancsnokot is. A Liwa al-Quds szerint a támadás Abdullah Issárért vállalt bosszú volt. Ő volt az a gyermek, akit lefejeztek a felkelők.
Ekkor Bassár-el-Aszád szír elnök általános amnesztiát ígért minden olyan milicistának, aki a következő három hónapban megadja magát a kormány seregeinek.Eközben Szergej Sojgu orosz védelmi miniszter azt mondta, Putyin elnök Aleppón kívül jelentős humanitárius akció megkezdését rendelte el, „hogy ezzel segítsék a terroristák által elrabolt polgári lakosokon, valamint az olyan harcosokon, akik le akarják tenni a fegyverüket.” Sojgu hozzátette, hogy három humanitárius folyosót hoznak létre a városon kívül, valamint élelmiszer és elsősegély pontokat hoznak létre. A felkelők ellehetetlenítették, hogy a lakosok a folyosókon keresztül elhagyják a várost, és csak néhányan tudták elhagyni a körbe kerített, az ellenzék által birtokolt részeket.
Június 30-án az YPG elfoglalta a Castello út melletti Shuqayyif Fatalok Lakóövezetét. Eközben Bani Zeid és Óaleppó környékén a 16. Osztag több tagja is megadta magát a Szíriai Arab Hadsereg katonái előtt.